# Stortjärnen (Jörns socken, Västerbotten, 724269-171422)
Stortjärnen är en sjö i Skellefteå kommun i Västerbotten och ingår i Byskeälvens huvudavrinningsområde. Sjön har en area på 0,0578 kvadratkilometer och ligger 275 meter över havet. Stortjärnen ligger i Byskeälven Natura 2000-område.

## Delavrinningsområde
Stortjärnen ingår i det delavrinningsområde (724220-171586) som SMHI kallar för Utloppet av Åselet. Medelhöjden är 259 meter över havet och ytan är 11,96 kvadratkilometer. Räknas de 244 avrinningsområdena uppströms in blir den ackumulerade arean 3 215,6 kvadratkilometer. Avrinningsområdets utflöde Byskeälven mynnar i havet. Avrinningsområdet består mestadels av skog (85 procent). Avrinningsområdet har 0,65 kvadratkilometer vattenytor vilket ger det en sjöprocent på 5,5 procent.